# グアスタッラの戦い
グアスタッラの戦い（グアスタッラのたたかい、イタリア語: Battaglia di Guastalla）は、ポーランド継承戦争中の1734年9月19日、フランス軍とサルデーニャ王国軍がオーストリア軍に勝利した戦闘。

## 背景
1733年2月にポーランド王アウグスト2世が死去すると、ヨーロッパ諸国はその継承者選びに外交と軍事の両面から干渉を行った。1733年8月と10日に行われた2回の選挙はそれぞれスタニスワフ・レシチニスキとザクセン選帝侯フリードリヒ・アウグスト2世をポーランド王に選出した。スタニスワフがフランスの支持を得た一方、フリードリヒ・アウグスト2世はロシアとハプスブルク家の皇帝カール6世からの支持を確保した。10月10日、フランスはオーストリアとザクセンに宣戦布告、両国の軍勢をポーランドから引き離そうとした。フランスは直後にラインラントとイタリア北部のハプスブルク家領に侵攻した。イタリア戦線において、フランスは1733年9月のトリノ条約でサルデーニャ王カルロ・エマヌエーレ3世にミラノ公国の割譲を約束したため、フランス軍はサルデーニャ軍と共闘した。
フランス・サルデーニャ連合軍は1733年10月にミラノに侵攻、大した損害も受けずにロンバルディアを占領した。1734年春、オーストリア軍は反撃したが、サン・ピエトロの戦いでおびただしい損害を出し、コワニー元帥とド・ブロイ元帥率いるフランス軍に敗北した。しかしその後、カルロ・エマヌエーレ3世が追撃に消極的になったため夏の間は動きがなかった。9月、サン・ピエトロの戦いで戦死したクロード・フロリモン・ド・メルシー元帥に代わりオーストリア軍の指揮を執ったヨーゼフ・ロタール・フォン・ケーニヒスエッグ＝ローテンフェルス元帥は攻勢を再開、9月14日にド・ブロイの本営のいるクイステッロ近くを急襲、1,500人を捕虜にするとともにサルデーニャ軍から戦利品を略奪した。オーストリア軍が連合軍を追撃すると、連合軍の一群の包囲に成功、3千人を捕虜にした。連合軍はグアスタッラへ後退、クロストロ川とポー川の間に要塞を築いた。
9月16日に一時停止して補給をした後、ケーニヒスエッグは追撃を継続、18日にルッザーラに着いた。連合軍はクイステッロの報復としてグアスタッラで会戦を迫ろうとした。

## 戦列
グアスタッラとルッザーラの間の地域は小さなダムが2つあるほか、垣根や低い石造の壁があり、守備軍の遮蔽として有用であった。グアスタッラの西からポー川までは平原であり、萌芽更新の最中の木が点在した。ポー川には同盟軍の舟橋があり、軍勢の渡河に使われた。橋頭堡とグアスタッラの要塞化された町の間にある2つのダムの間には防御工事が施され、町と橋の間のほぼ真ん中にあるリダウトがアンカーとして使われた。同盟軍の戦列はグアスタッラの南にあるピアーヴェの村からグアスタッラの東と北まで伸び、その末端は町と橋の間にある防御線の前にいる騎兵大隊だった。同盟軍全体の指揮は中央を指揮するカルロ・エマヌエーレ3世が執り、コワニーが右翼、ド・ブロイが左翼を担当した。9月19日の朝、カルロ・エマヌエーレ3世は3個連隊をポー川の向こうに送り、オーストリア軍が側面に行軍して同盟軍を避け、ミラノ公国領に直接向かうのを防いだ。18日にポー川左岸でオーストリア軍が目撃されたことも彼の憂慮を強くしていた。

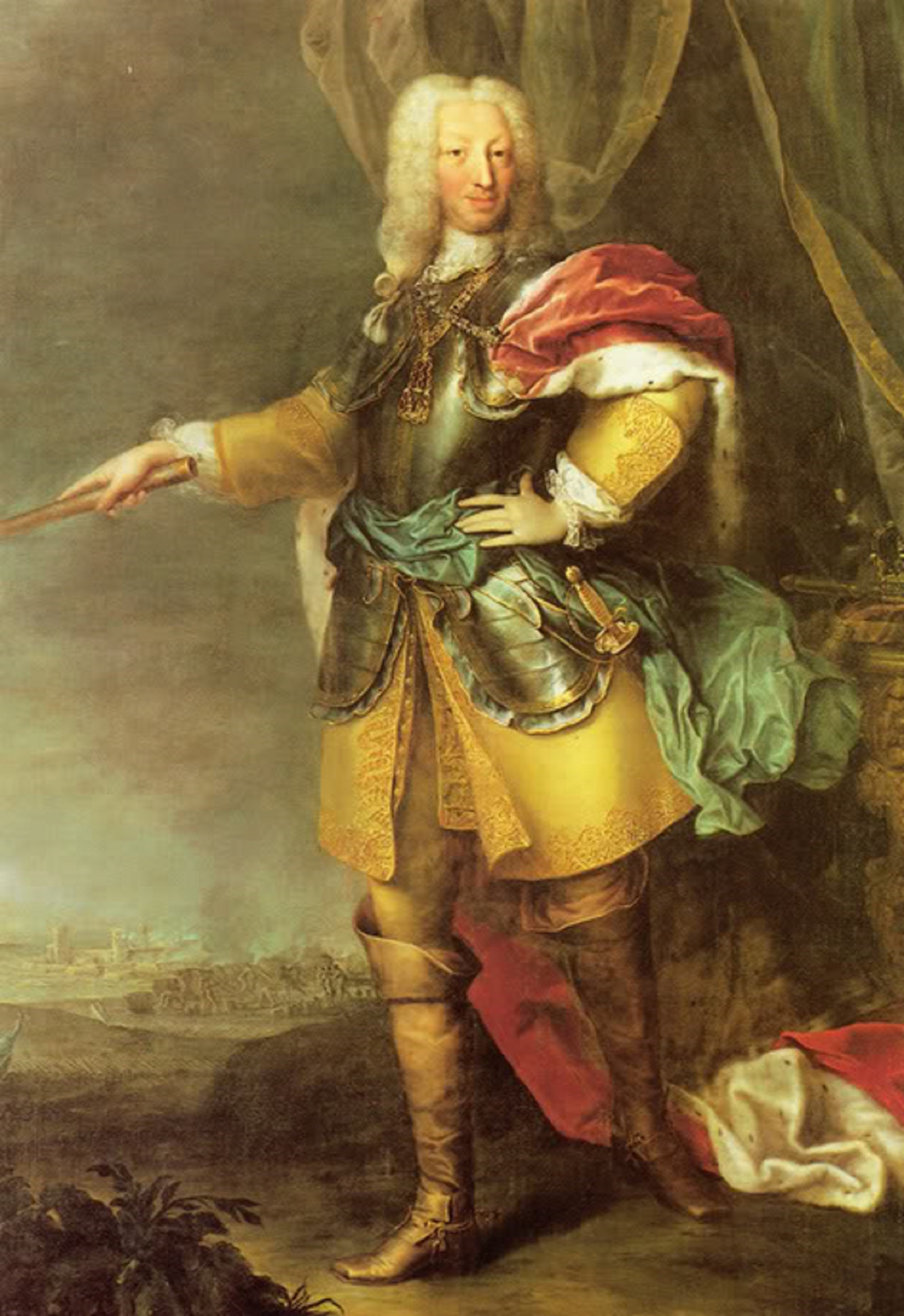
サルデーニャ王カルロ・エマヌエーレ3世、1734年作。

ケーニヒスエッグがカルロ・エマヌエーレ3世の動きを知ると、グアスタッラにいる同盟軍への攻撃のときがきたと考えた。彼は決定的に勝利して、同盟軍にポー川かクロストロ川を渡っての撤退を迫ろうとした。自ら敵軍の偵察に向かうことができず、偵察に向かった兵士の報告は敵の大軍がいないというものだった（同盟軍の多くは防御線の垣根などの後ろに隠れていた）ため、ケーニヒスエッグは同盟軍の大半がポー川を渡って撤退したと結論付け、軍勢の大半を同盟軍左翼の橋頭堡に差し向けた。

## 戦闘
9月19日朝、ケーニヒスエッグは軍に移動を命じたが、指揮を執った将軍たちに戦闘が予想されるとは伝えなかった。軍の先頭が同盟軍の前方に着いたとき、偵察からの報告は戦場には歩兵5千しかいなく、同盟軍の騎兵は撤退しているように見えた、というものだった。これによりケーニヒスエッグは敵の後衛と対峙していると考え、朝10時に兵士1列を前進させ、守備軍を攻撃させた。攻撃の効果が薄いことがわかると、彼は11時ころにさらに多くの兵士を投入した。正午ごろ、カルロ・エマヌエーレ3世は2つのダムの間にあるオーストリア軍と戦っている同盟軍左翼の補強に、同盟軍右翼の部隊を投入した。13時ころ、ケーニヒスエッグの副官フリードリヒ・ルートヴィヒ・フォン・ヴュルテンベルク＝ヴィンネンタルは騎兵突撃を率いているところで戦死した。
戦闘が続く中、オーストリアの擲弾兵部隊はボートで川を上り、同盟軍の騎兵のちょうど後ろに上陸した。これに対し、カルロ・エマヌエーレ3世は左翼に橋頭堡への撤退を命じ、右翼の残りの軍勢に支援を命令した。右翼からの部隊の一部は命令に違反して中央部の支援を行ったが、14時ころにケーニヒスエッグが予備軍を投入すると、中央部が持ちこたえるのに貢献した。
そのまま戦闘が続くが、両軍とも決定的な勝利を得ることができず、投入できる予備軍も切らした。16時ころには両軍とも弾薬が足りなくなり、ケーニヒスエッグはオーストリア軍にルッザーラへの撤退を命じた。

## その後

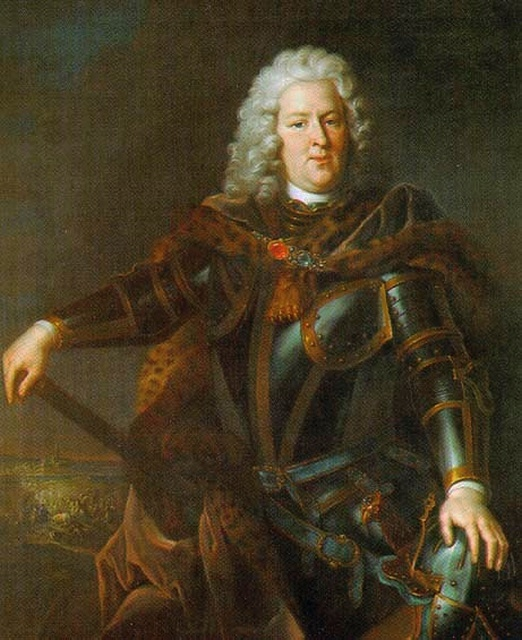
戦死したフリードリヒ・ルートヴィヒ・フォン・ヴュルテンベルク＝ヴィンネンタル、1734年作。

同盟軍は勝利したが、両軍ともおびただしい損害を出した。オーストリア軍はヴュルテンベルクを含む将軍3人を失い、同盟軍は4人を失った。オーストリア軍の死傷者は4,800人に上り、軍馬1,600以上が戦死したが、同盟軍も戦死1,600、負傷4,000を出した。
カルロ・エマヌエーレ3世とフランス軍の指揮官は増援を受けた後、ポー川北岸にいるオーストリア軍への強襲を考えたが、偵察からの報告では強襲が成功する可能性が低いとされた。ケーニヒスエッグは戦える軍勢が1万6千まで減ったためマントヴァに戻り、マントヴァとチロルの守備軍4千に自らの軍勢に加わるよう命じた。同盟軍が10月にミランドラを占領しようとすると、ケーニヒスエッグは1万人の部隊を派遣して包囲の試みを挫折させた。
同盟軍による1733年の勝利の後、両軍はサン・ピエトロの戦いからこの戦いまで、約1万2千の死傷者を出したが、1734年の戦役の結果は1733年の前線が全く動かなかったという結果となり、ド・ブロイ元帥は「もしこの戦闘が戦われていなかったら、世界が勝利しただろう」と言ったという。